# Renversement en son contraire
Le renversement en son contraire est un des destins de la pulsion.
L'inconscient étant constitué en effet de couples d'opposés, non différenciés, l'amour peut équivaloir à la haine, le masochisme se voir inversé en sadisme, dans un but défensif.